# Hibrildinae
Los hibrildinos (Hibrildinae) son una subfamilia de lepidópteros ditrisios de la familia Eupterotidae.

## Géneros
- Euchera
- Hibrildes[1]